# Костел Різдва Пресвятої Діви Марії (Старі Петликівці)
Косте́л Різдва Пресвятої Діви Марії в Старих Петликівцях — культова споруда, парафіяльний римо-католицький храм у селі Старих Петликівцях Тернопільської области України.

## Відомості
- 1421 — власник села Адальберт Бучацький заснував латинську парафію.
- 1647 — римсько-католицька громада відродилася та збудувала новий дерев'яний храм коштом Е. Голинської та Вільковських.
- 170?—171? — споруджено черговий дерев'яний храм за кошти М. Курдвановського, який 11 липня 1917 року спалили російські солдати.
- 1924—1931 — тривало будівництво сучасного мурованого костелу (проєкт В. Равського та Р. Кензлера), який освятили 8 вересня 1931 року.
- 2000—2004 — тривав ремонт святині; 11 вересня 2004 її освятив єпископ Леон Малий.